# Hayate no Gotoku!
Hayate no Gotoku! (japonês: ハヤテのごとく!, lit. "Como um Vendaval") é uma coleção japonesa de mangá, escrita e ilustrada por Kenjiro Hata. As coleções falam sobre um garoto que começa um novo emprego como mordomo e os eventos que ele experimenta com o emprego. Shogakukan lançou 43 volumes no Japão. A edição em inglês da série foi licenciada pela Viz Media, para distribuição na América do Norte. É um mangá de comédia com um ligeiro estilo harém. A série inclui numerosas referências a outros animes, mangás, jogos e da cultura popular.
52 episódios do anime adaptado do mangá de SynergySP foram ao ar entre abril de 2007 e março de 2008 na TV Tokyo. A segunda temporada do anime com 25 episódios pela J.C.Staff foi ao ar entre abril e setembro de 2009. Bandai Entertainment licenciou a primeira série do anime em 2008, mas a série saiu de impressão em 2012. Uma adaptação do anime para filme foi lançada pela Manglobe em agosto de 2011. Uma terceira temporada do anime com 12 episódios lançada pela Manglobe, baseada em uma história original não vista no mangá foi ao ar entre outubro e dezembro de 2012. A quarta temporada do anime foi ao ar entre abril e julho de 2013.

## Enredo
Hayate Ayasaki é um adolescente azarado que tem trabalhado desde a infância para pagar as despesas devido ao comportamento irresponsável de seus pais. Um dia, na véspera de Natal, ele descobre que seus pais lhe deixaram com uma enorme dívida de ¥156,804,000 em jogos, para pagar suas dívidas com a Yakuza eles tiveram um plano para vender seus órgãos no mercado negro. Enquanto fugia dos cobradores de dívidas, ele acaba se encontrando com Nagi Sanzenin, uma jovem que é a única herdeira das ricas propriedades Sanzenin, e devido a um mal-entendido, Nagi acaba se apaixonando por Hayate. Depois que ele resgata Nagi de alguns sequestradores, ela contrata Hayate como o seu novo mordomo.
Além de exercer as suas funções normais como um mordomo, Hayate deve lutar para proteger Nagi do perigo, uma tarefa difícil, pois sua vida está sempre em perigo, porque ela é o alvo de várias pessoas que cobiçam a fortuna de sua família, e às vezes lidar com alguns pedidos extravagantes dela, alheio aos verdadeiros sentimentos de Nagi sobre ele. Mais tarde na história, Hayate tem de lidar com os sentimentos de várias outras garotas, Ayumu Nishizawa, sua ex-colega de classe que esconde uma queda por ele, e Hinagiku Katsura, a presidente do conselho estudantil da Academia Hakuo, que acaba se atraindo por ele. Hayate que teve um relacionamento amoroso com uma amiga de infância, Athena Tennousu é diretora do conselho de administração da Academia Hakuo.
Devido à uma série de eventos envolvendo Hayate, Nagi, e Athena durante a Golden Week, Nagi acaba perdendo sua herança. Com a última de suas economias, Nagi se move com Hayate e sua empregada Maria à um velho prédio de apartamentos chamado de "Violet Mansion", propriedade de sua falecida mãe, Yukariko, e aluga seus quartos extras para a renda: tendo Chiharu Harukaze; a secretária da Academia Hakuo, Hinagiku, Ayumu, Athena (em forma infantil), Kayura Tsurugino; uma "elite otaku", e Ruka Suirenji; uma "ídolo musical" que desenvolve sentimentos por Hayate, como os seus inquilinos. Após uma série de aventuras com seus inquilinos, Hayate e Nagi voltam para a mansão Sanzenin quando Nagi consegue recuperar a sua herança.

### Mangá
O mangá Hayate the Combat Butler foi serializado pela primeira vez na shōnen japonesa, revista de mangá Shōnen Sunday em maio de 2004. O mangá foi escrito e ilustrado por Kenjiro Hata. Viz Media anunciou que adquiriram os direitos para publicar o mangá na América do Norte e lançou o primeiro volume em 14 de Novembro de 2006. O lançamento mais recente em Inglês é o volume 24, em 9 de setembro de 2014. As traduções em inglês são feitas por Yuki Yoshioka e Cindy H. Yamauchi; Adaptação em inglês. O mais recente lançamento no Japão é o volume 43, em 18 de dezembro de 2014.

### Anime
Os 52 episódios do anime Hayate the Combat Butler foi ao ar na TV Tokyo no Japão entre 01 de abril de 2007 e 30 de março de 2008, Produzido pelo estúdio de animação SynergySP. A série também foi ao ar na rede de televisão Animax começando em 25 de outubro de 2007, onde recebeu sua estreia de televisão por satélite, e foi mostrado sem censura. A série foi licenciada na América do Norte por Bandai Entertainment em 2008, mas em fevereiro de 2012, a empresa parou de lançar os títulos além de 07 de fevereiro, e em abril do mesmo ano, os direitos da série foram retirados, tornando os lançamentos fora de catálogo.
Um episódio original video animation ("OVA") foi lançado em 6 de março de 2009, em formato de DVD e Blu-ray. A segunda temporada do anime Hayate the Combat Butler, intitulada de Hayate the Combat Butler!! (um ponto de exclamação adicional) 25 episódios foi ao ar entre 04 de abril e 18 setembro de 2009, produzida pelo estúdio de animação J.C.Staff. Ao contrário da primeira temporada, a segunda temporada retcons nos eventos da primeira temporada, alegando no início que um mês se passou desde que Hayate se tornou o mordomo de Nagi. Além disso, a segunda temporada é mais fiel ao mangá do que a primeira temporada. Em 21 de julho de 2010, Animax Asia começou a exibir a segunda temporada, incluindo o OVA, com a dublagem em inglês feita novamente pela Red Angel Media junto com dublagem em cantonês e mandarim.
Uma adaptação em filme do anime, produzida pela Manglobe e dirigida por Hideto Komori intitulado Hayate the Combat Butler! Heaven Is a Place on Earth, foi lançado nos cinemas japoneses em 27 de agosto de 2011. O terceiro anime da série, intitulado Hayate the Combat Butler: Can't Take My Eyes Off You, produzido pela Manglobe, foi ao ar com 12 episódios entre 04 de outubro e 20 de dezembro de 2012. Em vez de ser uma continuação da série de 2009, Can't Take My Eyes Off You apresenta uma nova história escrita em parte pelo criador original Kenjiro Hata e se baseia principalmente em suas ideias originais que não foram introduzidas no mangá. Apesar disso, a terceira temporada acontece cronologicamente nove meses após o início da primeira e, seis meses depois da segunda, tornando-se parte da série principal. A terceira temporada foi licenciada pela Sentai Filmworks e será lançada em DVD e Blu-ray em 28 de abril de 2015. A quarta temporada da série de televisão, intitulada Hayate the Combat Butler: Cuties, foi ao ar entre 08 de abril e 01 de julho de 2013, e é composta basicamente de histórias curtas, cada uma focada em um dos personagens principais do mangá.

### Light novels
A light novel baseada na série, escrita por Toshihiko Tsukiji e ilustrada por Kenjiro Hata, foi lançada em 24 de maio de 2007, publicado pela Shogakukan em seu rótulo GAGAGA Bunko label. O romance inclui uma doppelgänger e a barreira que Maria encontra, A magia de Isumi Saginomiya que acontece na frente de Nagi, e da corrupção do prédio do clube de análise de filmes  que Izumi Segawa, Miki Hanabishi, e Risa Asakaze eram membros.
A segunda light novel intitulada Nagi is the Familiar!? Let it ★ World Conquest (ナギが使い魔!?やっとけ★世界征服, Nagi ga Tsukaima!? Yattoke Sekai Seifuku) foi lançada em 18 de março de 2008. O título é a combinação de The Familiar of Zero e a frase que é similar ao primeiro tema de abertura de Lucky Star, "Take It! Sailor Uniform" (もってけ!セーラーふく, Motteke! Sērāfuku). A capa desse romance apresenta Nagi vestindo as roupas de Louise. As imagens foram desenhadas por Kenjiro Hata and Eiji Usatsuka, o ilustrador de The Familiar of Zero.

### Vídeogames
Um segundo jogo de NDS foi lançado com duas versões em 14 de Março de 2008, intitulado Hayate no Gotoku! Ojō-sama Produce Daisakusen Bokuiro ni Somare! (ハヤテのごとく!お嬢さまプロデュース大作戦 ボク色にそまれっ!) com uma classificação B pela CERO, mas as versões diferem entre suas histórias. Um jogo se passa na mansão Sanzenin, e o outro é se passa na escola de Nagi. A jogabilidade tem novamente o jogador assumindo o papel de Hayate Ayasaki e se concentra em Nagi como o personagem principal, Ela também pode aprender alguns ataques ou truques para fazer um apelo nos concursos. Os jogadores são capazes de controlar onde os personagens irão e com quem conversa para ganhar informações e continuar a história. Os jogadores podem facilmente trocar dados com outros jogadores usando conexões sem fio (no entanto, o jogo não é compatível com Wi-Fi). Similar ao jogo de 2007, há muitas paródias Konami incluídas. Para ambos os jogos de 2007 e 2008, há várias histórias escondidas ou vozes que podem ser disponibilizadas por senhas. Um terceiro jogo intitulado Hayate no Gotoko!! Nightmare Paradise (ハヤテのごとく!! ナイトメアパラダイス) foi lançado em 26 de março de 2009 para o PlayStation Portable com uma classificação B pela CERO.

### Série de televisãolive-action
A rede de Taiwan GTV lançou ao ar um live-action de Hayate the Combat Butler entre junho e setembro de 2011.

### Músicas e CDs de áudio
A primeira série do anime tem dois temas de abertura e quatro temas de encerramento. O primeiro tema de abertura é "Hayate no Gotoku!" (ハヤテのごとく!) por Kotoko lançado em 23 de maio de 2007 e o segundo tema de abertura "Shichiten Hakki Shijōshugi!" por Kotoko lançado em 17 de outubro de 2007. Os temas de encerramento são: "Proof" por Mell Mell lançado em 30 de maio de 2007, "Get my way!" por Mami Kawada lançado em 8 de agosto de 2007, "Chasse" por Kaori Utatsuki lançado em 21 de novembro de 2007, e "Ko no Me Kaze" (木の芽風) por Iku lançado em 19 de março de 2008. A segunda temporada do anime tem dois temas de abertura e dois temas de encerramento. O primeiro tema de abertura é "Wonder Wind" por Elisa e o segundo tema de abertura é "Daily-daily Dream" por Kotoko. O primeiro tema de encerramento é "Honjitsu, Mankai Watashi Iro!" por Shizuka Itō (com Eri Nakao, Sayuri Yahagi e Masumi Asano) e o segundo tema de encerramento é "Karakoi: Dakara Shōjo wa Koi o Suru" por Rie Kugimiya e Ryoko Shiraishi. A abertura da terceira temporada do anime é "Can't Take My Eyes Off You" por Eyelis, e o tema de encerramento é "Koi no Wana" (恋の罠, Love Trap) por Haruka Yamazaki. A abertura da quarta temporada é "Haru Ulala♡Love yo Koi!!!" (春ULALA♡LOVEよ来い!!!) por Shizuka Itō, e tem 12 temas de encerramento com as vozes de vários dubladores.
Há doze álbuns de canções cantadas pelos principais personagens da adaptação do anime. Os dois primeiros foram lançados em 25 de maio de 2007 e apresentam canções cantadas por Ryōko Shiraishi como Hayate Ayasaki e Rie Tanaka como Maria. Os dois últimos, lançados em 25 de julho de 2007, apresentam canções cantadas por Rie Kugimiya como Nagi Sanzenin e Shizuka Itō como Hinagiku Katsura. Miyu Matsuki como Isumi Saginomiya e Kana Ueda como Sakuya Aizawa, foi lançado em 21 de setembro de 2007. Marina Inoue e Saki Nakajima como Wataru Tachibana e Saki Kijima, bem como Mikako Takahashi como Ayumu Nishizawa, foi lançado em 21 de novembro de 2007. Hitomi Nabatame como Yukiji Katsura e Sayuri Yahagi, Eri Nakao, Masumi Asano como Izumi, Miki, e Risa, foi lançado em 25 de janeiro de 2008. Dois álbuns em dueto estrelado por Hermione Ayasaki e Nagi, Maria e Hinagiku, foi lançado em 21 de março de 2008.
A trilha sonora original foi lançada em 22 de junho de 2007 e um drama CD baseado na adaptação do anime foi lançado em 22 de agosto de 2007. Em 21 de setembro de 2007, Um de dois volumes de um Radio drama CD chamado Radio the Combat Butler foi lançado.

### Mercadoria adicional
Mercadorias adicionais incluem muitos acessórios relacionados a escola que foram lançados perto do início da série em anime entre março e abril de 2007. Muitos outros acessórios, tais como relógios, canecas, e cartazes foram lançados alguns meses depois. em 2008, em uma escala de 1/8 (approx. 21 cm ou 8.25") estátua (série intitulada, "Hayate no Gotoku! Collection Figures") criado por Jun Planning. Maria foi lançada em março. estatueta de Hinagiku com Masamune em sua mão foi lançado em 19 de junho. Nagi segurando um controle de video game foi lançado em julho. Além disso, Kotobukiya lançou uma série de estatuetas de maiô em escala 1/6. Hinagiku foi lançada em Janeiro de 2009; Nagi em abril de 2009, e Ayumu em maio de 2009. Shogakukan lançou um art book intitulado Hayate the Combat Butler Official Box em 16 de novembro de 2007.

## Recepção
Mais de dez milhões de cópias do mangá e outros Hayate-livros relacionados foram vendidos no Japão a partir de janeiro de 2009. Carlo Santos da Anime News Network deu ao Volume 14 do manga um C+, citando superextensão de uma obra complexa, com múltiplas tramas simultâneas e constantes mudanças de cena. Ele nota que a festa de aniversário de Sakuya como um exemplo de um ponto forte do trabalho. Chris Beveridge da Mania.com deu à parte seis do anime uma classificação B. Embora, em sua opinião, a história e natureza do anime não mudou muito, de repente ele foi cativado. Beveridge resume esses sentimentos sobre os últimos episódios, ao notar que "tinha um certo sabor e fluxo que o deixou muito feliz, o que é uma surpresa depois de cinco volumes que me deixou ambivalente na melhor das hipóteses."